# St.-Georg-Stolln
.

Blick zum Huthaus St. Georg vor 1899

Der St.-Georg-Stolln oder Sankt-Georgen-Stolln war für den Johanngeorgenstädter Bergbau aufgrund seiner Ausdehnung im Fastenberg von existenzieller Bedeutung für die Wasserabführung der gelösten Gruben. Er befindet sich im Bergrevier Johanngeorgenstadt im sächsischen Erzgebirge. Bis Mitte des 19. Jahrhunderts findet sich in den Grubenakten generell immer die Bezeichnung als „St. Georgen Stolln“. Ebenso existierte die dazugehörige St. Georgen-Fundgrube und deren Maaßen im Bereich des Stollns.
Zusätzlich kommt die Benennung von Fundgruben als „St. Georgen“ in der Johanngeorgenstädter Montanhistorie mehrfach vor, so auf dem Rabenberg, der Jugel und am hinteren Fastenberg.

## Lage
Der Fastenberg, auf dem sich Johanngeorgenstadt erstreckt, ist bergbaulich sehr stark geprägt. Dazu zählt auch der 1672 gemutete, ebenso verliehene und bei 674,12 m über NN angeschlagene Sankt Georgen-Stolln. Er hat Verbindung zum Einigkeiter Stolln und war nach dessen Stilllegung der tiefste wasserabführende Stolln im Revier. Durch diese Wasserlösung der silberausbringenden Gruben war er auch über den Stollnneunten am Erfolg dieser Berggebäude beteiligt. Wichtige Gruben waren hier Frisch Glück, Neu Jahr, Neujahr Maßen, Römisch Adler und Gottes Segen. Silbererze wurden auf dem Stolln ebenso aufgefunden und abgebaut, so z. B. auf dem „Gott segne beständig Spat“ und gemeinschaftlich auf dem „Walts Gott Spat“. Bis ins Jahr 1800 betrug das Ausbringen etwa 1309 kg Silber. Die Bedeutung des Stollns zeigt sich auch in der Übernahme durch den Staat, als Kursächsischer bzw. Königlicher Stolln in der Zeit von 1799 bis 1881, allerdings nicht in seiner kompletten Ausdehnung. Die Gesamtlänge des Stollns betrug im Jahr 1840 über 6 km. Der südlichste Punkt war der Christianusschacht (später Schacht 51 der Wismut AG) im Lehmergrund und der westlichste Punkt liegt im Bereich des Pferdegöpels. Der hier genannte Christianusschacht ist nicht mit diesem Christianusschacht identisch. 1841 wurde im Rahmen und zur Unterstützung des Tiefbauprojektes von Vereinigt Feld mit der Aufwältigung des Stollns begonnen. Das kaum noch fahrbare Mundloch wurde abgeworfen und 16 m südlich davon ein neues Mundloch zum Stolln aufgefahren. In den nächsten Jahren wurde im Stolln die Wasserwegsamkeit wieder hergestellt, umfangreiche Mauerungen durchgeführt und der Stolln weiter vorangetrieben. Nach der Erfolglosigkeit des Tiefbauunternehmens wurde der Betrieb im Jahr 1868 eingestellt. Zuvor hatte der Berggeschworene William Tröger 1863 ein Gutachten über die Verstufung der gewerkschaftliche Felder lösenden Stollnflügel und -trakte sowie den Wert des Georg Stolln-Huthauses und anderer Immobilien vorgelegt.
Im Jahr 1881 übernahm die Gewerkschaft Vereinigt Feld im Fastenberge den Stolln vom sächsischen Staatsfiskus. In den folgenden Jahren bis 1945 wurden in der St.-Georg-Stollnsohle am Frischglücker Kunst- und Treibeschacht die technischen Einrichtungen verbessert und modernisiert, meist in Bezug auf die Bedeutung der Wasserhebung und Wassernutzung. Die 1892 begonnene Sümpfung der Tiefbaue wurde 1896 wieder aufgegeben. 1902 wurde erneut begonnen den Tiefbau zu sümpfen. Erst 1912 wurde die 78-Lachter-Strecke erreicht. Im Jahr 1921 wurde die Sümpfung fortgesetzt und die 95-Lachter-Strecke erreicht. Durch ein Unwetter am 6. Juli 1931 wurden Teile des Johanngeorgenstädter Grubengebäudes unter Wasser gesetzt. Huthaus und Stolln erlitten erhebliche Schäden, so dass das Huthaus abgebrochen werden musste. Die 1934 begonnene Sümpfung erreichte 1935 die 95-Lachter-Strecke.
Mit der Übernahme der Grubenfelder durch das Objekt 01 der Wismut AG im Jahr 1946 wurde der in den letzten Jahrzehnten nur für die Wasserhaltung wichtige Stolln als Schacht 22 rekonstruiert, mit Schienen versehen und für die Förderung ausgebaut. Die am Frisch Glück Schacht eingebrachte Teufe des Stollns betrug 25 m. Nach dieser Teufe wurde die gesamte von der Wismut aufgefahrene Sohle als 25-m-Sohle bezeichnet. Sie verband die annähernd gleichen Sohlenniveaus des Altbergbaues miteinander und wurde dazu mit Feldstrecken und Querschlägen großräumig aufgefahren. Sie war die größte Sohle des Johanngeorgenstädter Bergbaues. Ihre Ausdehnung erreicht 3 × 3 km. Der Betrieb in der Schachtverwaltung 22 wurde zum 1. August 1952 eingestellt. Nach der Einstellung des Bergbaues verlor der St.-Georg-Stolln seine Bedeutung als Entwässerungsstolln. Nach der Flutung des Grubenfeldes ab dem 24. September 1958 suchten sich die Grubenwässer in dem durchbauten Gebirge einen neuen Weg und flossen unkontrolliert über den talabwärts liegenden Glück-Auf-Stolln ab. Im Grubenfeld selber hat er seine Funktion behalten.
Noch in den 1950er Jahren wurde durch die Wismut AG das Mundloch beseitigt und die Rösche verfüllt. Im Jahr 2003 wurde der Stolln mit einem Betondamm verschlossen.
Im Jahr 2005 wurde durch einen aufmerksamen Anwohner im Jugelbach der Schlussstein des ehemaligen Stollnmundlochs gefunden und dem „Förderverein Pferdegöpel“ übergeben.
Obwohl „Sanct Georgens Zechenhaus“ außerhalb von Johanngeorgenstadt lag, wurde das Gebäude als Nr. 12 zur Stadt gezählt und deren Bewohner mussten dorthin Personensteuer entrichten. Das Zechenhaus wurde beispielsweise im Jahre 1800 von Johann Gottfried Hähnels Witwe bewohnt, die sich mit Klöppeln ihren Lebensunterhalt verdiente und jährlich zwei Gulden in die Stadtkasse zahlen musste.
Südöstlich des St.-Georgen-Stollns in Richtung zum Hammerwerk Wittigsthal lag die ertraglose Chursachsen-Fundgrube mit Stolln, dessen Lage noch bis nach dem Zweiten Weltkrieg erkennbar war.

## Risse
- William Tröger: Berggebäude Gottes Segen, Georg, Kinder Israel, Dresdner, Schaller, Hanauer Lust, Neue Brüderschaft, Weiße Taube, Neu Freiberger Glück und Gegenglück Stolln bei Johanngeorgenstadt (Grund- und Seigerriss). 1832.